# Jan Toužimský
Jan Toužimský (* 29. června 1978 Tábor) je český zpěvák, hudebník, muzikálový herec, hudební producent,  frontman české metalové kapely Arakain a sólista divadla RockOpera Praha.

## Životopis
Na počátku své pěvecké kariéry působil v letech 1994-2004 v jihočeské hudební skupině Simon a později ve skupině InSIDERS. V září 2004 se stal členem skupiny Noise Gate založenou Milošem Knoppem, která svou činnost ukončila v květnu 2005.
Od roku 2003 do roku 2009 účinkoval v muzikálu Michala Pavlíčka Excalibur v divadle Ta Fantastika, kde měl hlavní roli krále Artuše. V muzikálu alternoval Kamila Střihavku a Petra Koláře.
V prosinci 2004 získal post zpěváka ve skupině Arakain. Premiérové představení se skupinou měl na desce Warning! (2005) v duetech Strom života, včetně videoklipu a DNA. Další rok vydává s kapelou Arakain řadovou desku Labyrint a natáčí videoklip k písni Vir.
V roce 2006 se účastnil multimediálního česko-slovensko-polského projektu Leška Wronky Vichry, kde měl hlavní roli boha Beskida. V témže roce se stává sólistou divadla RockOpera Praha, kde vystupuje v rockové opeře Oidipus Tyranus, v 1. části antického cyklu, v roli Oidipa. Dále v metalové opeře 7 proti Thébám, ve 2. části antického cyklu, kde má roli Polyneika a v rockové opeře Antigona, v 3. části antického cyklu, v roli Haimóna. Následují další role v rockových operách Romeo & Julie (Mercucio), Faust (Wolfgang), Anna Karenina (Alexandr Vronskij), Bardo Thödol (tibetský mnich, rocker), Proces (zástupce ředitele, Mrskač, malíř Titorelli), Vymítač (voják), Frankenstein (Viktor Frankenstein) a Maria Madonna (Zlo / Ďábel) Lilith: Matka démonů (Lucifer), Ragnarock: Vikingové (Surt). V divadle působí dodnes, v operách Antigona a 7 proti Thébám již neúčinkuje.
V roce 2007 vyšlo DVD a 2CD z výročního koncertu k 25. výročí kapely Arakain s názvem Arakain - XXV Eden. Zde prováděl i zvukové práce, mastering a mix, sestřih bonusů na DVD a ozvučení menu DVD.
Roku 2008 vydává volně šiřitelný singl Branou Ráje od Václava Noida Bárty a stal se patronem české verze časopisu Hard Rocker.
O rok později vyšlo nové řadové CD skupiny Arakain Restart. Dále začal vystupovat v divadle Broadway v muzikálu Mona Lisa, kde měl roli Giuliana De Medici. Autorem hudby k muzikálu je Bohouš Josef a texty napsal Lou Fanánek Hagen. Vydává singl Hotel Morrison od Jiřího Urbana ml. a CD Above All (památka na skupinu InSIDERS). Pro skupinu Arakain natočil a sestříhal videoklip Paganini.
V roce 2010 získal s Arakainem zlatou desku za CD Restart. V divadle Broadway účinkoval v muzikálu Ať žije rokenrol, autorů Petra Jandy a Karla Šípa, v niž měl hlavní roli rockového zpěváka Ronnyho. Dále byl obsazen do role Jidáše v obnovené rockové opeře Jesus Christ Superstar, autorů Tima Rice a Andrew Lloyd Webbera s českým překladem Michaela Prostějovského, uvedené v Hudebním divadle v Karlín. Opera se hraje dodnes. 
V roce 2011 vydal se skupinou Arakain nové CD Homo sapiens..?, v roce 2014 album Adrenalinum, v roce 2016 album Arakadabra a v roce 2019 Jekyll & Hyde.
Od roku 2022 účinkuje v představení Okno mé lásky v divadle Broadway, v roli Jiřího Stránského.
Pro kapelu Arakain vytváří i videoklipy, DVD, spoty a podílí se na zvukových pracích (střih a výroba klipů Vir a Paganini, mix a master zvuku DVD XXV Eden, mix a master CD Restart, DVD Arakain & Lucie Bílá - XXX Music City / Open Air, střih, mix a master DVD Arakain & Lucie Bílá & Petr Kolář - XXX - Praha PVA Expo, střih, mix a master DVD  a 2CD  se záznamem koncertu k 40. výročí Arakainu v hale O2 universum a další).
Spolupracuje jako host na CD u jiných kapel a umělců (např. Seven, Matahari, Anacreon, Lucie Bílá a další). Vystupoval na koncertech Rocksymphony s Martou Jandovou a s filharmonií Bohuslava Martinů, dále na koncertě Rock Symphonies a tribute to Deep Purple s The Royal Philharmonic of Prague. Jako host také vystupuje na koncertech Lucie Bílé.
Je součástí projektu s názvem J:T C.O.R.P, které vzniklo spojením muzikantů pocházejících z progressive metalové kapely JEREM´I. V roce 2024 vychází debutové album projektu s názvem UF-Oni.
Jeho studiem Happy Metal prochází spoustu projektů a hudebníků či hudebních skupin. Například Lucie Bilá, Kamil Střihavka, Roman „Izzi“ Izaiáš, Jacker's, Hand Grenade, Insiders, Forrest Jump, J:T C.O.R.P, Arakain, Seven, Booters a další. 
Od roku 2013 patronem projektu 1000 STATEČNÝCH, který financuje (optimalizující klinické studie) výzkum v oblasti dětské onkologie a hematologie.
V témže roce se stává ambasadorem motocyklové značky Harley Davidson pro ČR a SR.

## Diskografie
- 2005 - Warning!
- 2006 - Labyrint
- 2006 - Vichry (projekt Leška Wronky)
- 2007 - XXV Eden - DVD a 2CD
- 2008 - Antigona (rocková opera)
- 2009 - Restart
- 2009 - Above All  (InSIDERS)
- 2009 - Rockové Vánoce (album českých a slovenských rockových interpretů)
- 2010 - Ať žije rokenrol (muzikál)
- 2011 - Homo Sapiens..?
- 2011 - Oidipus Tyranus (rocková opera)
- 2012 - XXX- Music City/Open Air - DVD
- 2013 - XXX - Praha PVA Expo - DVD
- 2014 - Adrenalinum
- 2014 - Arakain Dymytry Tour 2014 - DVD
- 2014 - 7 proti Thébám (rocková opera)
- 2016 - Faust (rocková opera)
- 2016 - Arakadabra
- 2016 - Arakain/Dymytry – Live 2016
- 2019 - Jekyll & Hyde
- 2021 - Anna Karenina (rocková opera)
- 2024 - 40. výročí Arakainu v hale O2 universum (DVD  a 2CD, 4K na USB Flash disku)
- 2024 - UF-Oni (J:T C.O.R.P)